# 岐阜県の市町村歌一覧
岐阜県の市町村歌一覧（ぎふけんのしちょうそんかいちらん）は、日本の岐阜県に属する市町村で制定されている、もしくは過去に制定されていた市町村歌などの自治体歌やそれに準じた楽曲の一覧である。なお、一覧の順序は全国地方公共団体コード順による。

## 概説
県庁所在地の岐阜市では戦前から市歌が制定されており、市制施行からの節目や市域の拡大に合わせて様々な式歌や愛唱歌が作られて来た。現在の市歌は市制90周年を記念して制定された2代目である。その他の市でも制定率は比較的高く、平成の大合併以後に成立した市では山県市と下呂市が未制定、恵那市が新設合併後の2代目市歌制定が未定となっている他は早期に新市歌の制定やイメージソングの選定、市民音頭の発表などが行われている。
町村部では、町民音頭の作成やイメージソングの選定のみを行っている所が多い。

## 市部
岐阜市
- 岐阜市民の歌[1] - 1979年（昭和54年）3月15日制定

作詞：松野武雄 作曲：兼田敏
市制90周年記念。2代目の市歌である。
- 蒼い流れに[2] - 1988年（昭和63年）発表

作詞・作曲：加藤登紀子
市制100周年記念イメージソング。
大垣市
- 大垣市民の歌[3]

作詞：原道夫 作曲：安井万治
高山市
- 高山市の歌[4] - 1950年（昭和25年）発表、1966年（昭和41年）11月1日制定

作詞：辰巳利郎 作曲：長尾量平
多治見市
- 多治見市民の歌[5]

関市
- のぞみ新たに[6] - 1985年（昭和60年）10月15日制定

作詞：太田かおる 作曲：藤掛廣幸
中津川市
- （不明）

美濃市
- 幸のまち - 1994年（平成6年）制定[7]

市制40周年記念。
瑞浪市
- 瑞浪市民の歌[8] - 1974年（昭和49年）9月25日制定

市制20周年記念。
羽島市
- 羽島市民の歌[9] - 1964年（昭和39年）10月3日制定

作詞：富田譲 作曲：市川昭介
市制10周年・岐阜羽島駅開業記念。
恵那市
- 恵那市民の歌 - 1980年（昭和55年）12月13日制定

新設合併前の（旧）恵那市の市歌である。恵那市・恵南町村合併協議会において新設合併後の市歌は「新市において調整する」との申し合わせが行われたため現在は失効しているが、後継となる新市歌の制定は実現していない。
美濃加茂市
- 美濃加茂市の歌[11] - 1963年（昭和38年）制定

作詞：石井三千男 作曲：松本民之助
土岐市
- 土岐市民の歌[12] - 1972年（昭和47年）発表、1990年（平成2年）制定

作詞：土岐市民の歌制定委員会 補作：森菊蔵 作曲：松尾隆夫
青年会議所の設立5周年事業として作成され、後に市制35周年記念で正式な市歌となった。現行の「市民の歌」以前に、未発表となった「土岐市民歌」（作詞：藤浦洸、作曲：古関裕而）が存在しており、2020年（令和2年）に復活演奏が行われている。
各務原市
- 各務原市民の歌[13] - 1963年（昭和38年）10月23日制定

作詞：滝田常晴 作曲・編曲：市川昭介
市制施行記念。
- 元気ですか[14] - 2013年（平成25年）発表

作詞：山上路夫 作曲：宮住俊介 編曲：宮住俊介&jammin' Zeb
市制50周年記念イメージソング。
可児市
- 花と虹と星の街 - 1992年（平成4年）発表

作詞・作曲：杉山清貴
市制10周年記念イメージソング。
山県市
- （未制定）

高富町・伊自良村・美山町合併協議会では「市民の歌、市民の踊りについては新市において検討する」との申し合わせが行われたが、実現していない。
瑞穂市
- 宇宙へ[16] - 2013年（平成25年）5月6日制定

作詞：上嶋昭子 補作：後藤左右吉 作曲：大沼智幸
市制10周年。
飛騨市
- ふるさと・夢飛騨 - 2004年（平成16年）発表

作詞：池野文雄 作曲：いでこう
市イメージソング。
本巣市
- 羽ばたいて[17] - 2007年（平成19年）2月1日制定

作詞：石原一輝 作曲：宗次郎
市制3周年記念。
下呂市
- （未制定）

益田郡合併協議会では、合併後の市歌制定について特に取り決めが行われなかった。
海津市
- 海津市音頭 - 2008年（平成20年）発表

作詞：小阪良三 作曲・編曲：林繁良
郡上市
- 郡上市の歌[18] - 2007年（平成19年）8月27日制定

作詞：西澤覚 補作：市の歌制定委員会 作曲：和田晴美 編曲：羽土聡、鷲見英彦

## 町村部
羽島郡岐南町
- 岐南〜いきいき音頭 - 2006年（平成18年）発表

作詞：岬坊真明 作曲・編曲：神田智士
町制50周年記念。
羽島郡笠松町
- 新笠松音頭

養老郡養老町
- 愛・夢・明日

作詞：横井弘 作曲：江口浩司
町イメージソング。
不破郡垂井町
- 垂井音頭

不破郡関ケ原町
- 関ケ原音頭

作詞：高橋掬太郎 作曲：江口夜詩
安八郡神戸町
- 神戸町民の歌[19] - 1964年（昭和39年）制定

作詞：長谷川双魚、桑海純道 作曲：山本弘
安八郡輪之内町
- 緑きらめく町 - 1989年（平成元年）10月1日発表

作詞：山上路夫 作曲：榊原政敏
町制35周年記念。
- いつまでも輪之内 - 2014年（平成26年）発表

作詞：町内の子どもたち 作曲：福田直樹
町制60周年記念。
安八郡安八町
- （制定準備中）[20]

揖斐郡揖斐川町
- 揖斐川音頭

揖斐郡大野町
- 大野町歌

揖斐郡池田町
- 池田町の歌[21]

作詞：田中主一 補作：島田陽子 作曲：池田八声
本巣郡北方町
- 北方のかほり

作曲：吉武雄一 作詞：大平好秀 編曲：藤川慎司
加茂郡坂祝町
- 流れも清き[22] - 1978年（昭和53年）制定

作詞：松田実信 補作・作曲・編曲：藤山一郎
加茂郡富加町
- 富加町民の歌

加茂郡川辺町
- 川辺音頭 - 1966年（昭和41年）発表

加茂郡七宗町
- 七宗音頭
- 七宗にはるかな時は流れ（町歌）　作詞：島田陽子

加茂郡八百津町
- （不明）

加茂郡白川町
- 白河町民の歌[23]

作詞：今井ひろゑ 作曲：佐々木康雄
加茂郡東白川村
- みどりの里

作曲：藤掛廣幸
可児郡御嵩町
- 夢いろの街 - 1995年（平成7年）発表

作詞：関口義明 作曲：小森昭宏
町イメージソング。
大野郡白川村
- （不明）

## 廃止された市町村歌
岐阜市
- 岐阜市歌[24] - 1918年（大正7年）頃制定

作詞：落合直文 作曲：小山作之助
初代の市歌である。
この他に「岐阜市巡覧唱歌」「岐阜市制30年の歌」「大岐阜市実現祝賀行進歌」などが作られている。